# أليوت جونسون (لاعب كرة قاعدة)
أليوت جونسون (بالإنجليزية: Elliot Johnson)‏ هو لاعب كرة قاعدة أمريكي، ولد في 9 مارس 1984 في سافورد في الولايات المتحدة.

## وصلات خارجية
- أليوت جونسون على موقع دوري كرة القاعدة الرئيسي (الإنجليزية)
- أليوت جونسون على موقعبيزبول رفرنس.كوم (الدوري الرئيسي) (الإنجليزية)
- أليوت جونسون على موقعبيزبول رفرنس.كوم (الدوري الثانوي) (الإنجليزية)
- أليوت جونسون على موقع إي إس بي إن.كوم (أم.أل.بي) (الإنجليزية)
- أليوت جونسون على موقع مشجعي الرسوم البيانية (الإنجليزية)